# Simulium posticatum
Simulium posticatum (Blandford fly) is een muggensoort uit de familie van de kriebelmuggen (Simuliidae). De wetenschappelijke naam van de soort is voor het eerst geldig gepubliceerd in 1838 door Meigen.
Het is een zwarte vlieg, een bijtend insect dat voorkomt in Europa, Turkije en West-Siberië. Ze brengt haar larvenstadium door in de onkruidbeddingen van traagstromende rivieren en wanneer de vlieg tevoorschijn komt, zoekt het vrouwtje een bloedmaal alvorens te paren. De vlieg bijt meestal in de onderbenen en veroorzaakt pijn, jeuk en zwelling. Het krabben aan de geïrriteerde plekken kan leiden tot huidbreuken, waarna een secundaire infectie kan ontstaan.

## Verspreiding
De "Blandford fly" is waargenomen in de volgende landen: Tsjechië, Denemarken, Finland, Frankrijk, Letland, Duitsland, Oostenrijk, Wit-Rusland, België, Zuid-Engeland, Italië, Litouwen, Luxemburg, Nederland, Noorwegen, Polen, Europees Rusland, West-Siberië, Slovenië, Zweden, Turkije, en Oekraïne.